# Charles Racine
Pour l’article homonyme, voir Charles Racine (paysagiste).
 (août 2021).
Si vous disposez d'ouvrages ou d'articles de référence ou si vous connaissez des sites web de qualité traitant du thème abordé ici, merci de compléter l'article en donnant les références utiles à sa vérifiabilité et en les liant à la section « Notes et références ».
Charles Racine, né le  26 mai 1927 à Moutier (Jura bernois) et mort le 8 février 1995 à Zurich, est un poète suisse francophone. 

## Biographie
Il grandit à Bienne-Madretsch et à Sonceboz (Jura bernois) dans un milieu modeste, peu familier avec les livres (selon André Wyss), ce qui ne l’empêche pas d’écrire ses premiers poèmes dès l’âge de quinze ans — poèmes qui seront parfois repris dans des recueils beaucoup plus tardifs — et de lire des romans de Balzac qu’il devait cacher sous son lit. Il n’a pas connu son père, qui était d’origine juive. Il fréquente l’école primaire et secondaire à Sonceboz et à Villeret, ensuite un lycée à Lausanne qu’il quitte prématurément. Il séjourne à Zurich et à Florence. À Paris, il travaille quelque temps dans les archives de la veuve de Romain Rolland. Après avoir vécu plusieurs années à Cheuilly, un petit village en Bourgogne, et une vie d’errance entre diverses villes européennes — en particulier Paris, Zurich et Berlin —, il s’installe à Zurich, au cœur de la vieille ville (1964), et vit de petits métiers. Grâce à ses premières publications (entre autres Buffet d’orgue, A. Hürlimann, Zurich 1964), il bénéficie de bourses diverses et de brefs mandats, qui lui permettent de vivre très précairement. En 1963, il épouse Gudrun, fille de l’écrivain suisse Konrad Bänninger (de) ; de cette union naît un fils, Renaud, en 1966. Ses poèmes sont publiés à Paris, dans des revues littéraires comme Mercure de France ou L’Éphémère. Il est lauréat du prix de la Fondation Maeght 1967. Racine bénéficie d’une vive notoriété dans le milieu des lettres, lorsqu’il collabore avec Eduardo Chillida (Le sujet est la clairière de son corps, Maeght, Paris 1975) et est invité à l’émission Poésie ininterrompue de France Culture (avril 1976). En 1977, ses poèmes ouvrent le numéro 1 de la revue Po&sie. Deux publications importantes paraissent encore dans la revue Argile (Automne 1975 et Hiver 1979-1980). Il passe l’automne 1978 à l’Institut suisse à Rome, sur l’invitation de son ami Carlo Reinhard. Lors de son retour à Zurich, il est reçu à Florence par le poète et critique littéraire Piero Bigongiari. Puis il se retire de plus en plus de la vie publique dans les décennies suivantes mais continue à écrire, jusqu’à sa mort en février 1995.

## Œuvres
- Sapristi, journal poétique, tirage hors commerce. Adolphe Hürlimann, Zurich 1963
- Buffet d'orgue, tirage hors commerce. Adolphe Hürlimann, Zurich 1964
- Poèmes, in Mercure de France, Gaëtan Picon, juillet-août 1965, Paris
- il n'est d'absence que n'étreigne l'écho parabolique du Temps, in Preuves no 193, François Bondy, Paris 1967
- Poèmes, in L'Éphémère no 3, Éditions de la Fondation Maeght, Paris 1967
- Poèmes, in La Traverse no 2, Paul Roux, Paris 1969
- Poèmes, in Le Nouveau commerce, Cahier 15-16, André Dalmas et Marcelle Fonfreide, Paris 1970
- Le poème bâtit ce qu'il n'habitera jamais, in L'Éphémère no 15, Paris, novembre 1970
- Le sujet est la clairière de son corps, avec des gravures d'Eduardo Chillida, Paris, Maeght, coll. "Argile", 1975.
- Légende forestière, in Argile no VIII (automne 1975), Paris
- Poèmes, in Po&sie no 1, Michel Deguy, Paris 1977
- Rochepluie, in Argile no XXI (hiver 1979-1980), Paris
- Ciel étonné, préfaces de Jacques Dupin et Martine Broda, Paris, Fourbis, 1998 (en somme, recueil des quatre titres précédents).
- Inédits, présentés par Martine Broda, in Po&sie no 72, Paris 1995
- Rome, in Fin no 20, Jean Daive, Paris 2004
- Le regard laitier, in Fin no 22, Paris 2005
- Poèmes, présentés par Frédéric Marteau, in Po&sie no 121, Michel Deguy, Paris 2007
- Poèmes, in Po&sie no 125, Paris 2008
- Pérouse, présenté par Frédéric Marteau, in larevue* 2013, Mathieu Nuss; Julien Nègre éditeur, Paris 2013
- Légende posthume. Œuvres I, édition établie par Frédéric Marteau et Gudrun Racine, avec une préface d'Yves Peyré, Montpellier, Grèges 2013
- Poèmes inédits, présentés par André Wyss, in le persil journal no 73-74, CH Prilly 2013
- Collier, anneau, sœur, présenté par Frédéric Marteau, in larevue* 2014, Paris 2014
- Y a-t-il lieu d'écrire ?. Œuvres II, édition établie par Frédéric Marteau et Gudrun Racine, Montpellier, Grèges 2015
- Poésie ne peut finir. Œuvres III, édition établie par Frédéric Marteau et Gudrun Racine, avec une préface de Jean Daive, Montpellier, Grèges 2017

## Études, hommages
- Georges Poulet à Charles Racine, 2 janvier 1964, Zurich, in Écriture 58, Lausanne 2001
- Georges Poulet à Hans Zbinden, 2 janvier 1964, Zurich, in Écriture 58, Lausanne 2001
- Christian Guez Ricord, D'ici là – Avec Charles Racine, in Syllepses no 5,  Éditions de la nauf creatique, Grenoble 1971
- Jacques Dupin à Charles Racine, 15 novembre 1972, Paris, in Écriture 58, Lausanne 2001
- Piero Bigongiari, Charles Racine ovvero L'Evento immobile, dans L'Approdo letterario 1976, Turin, et repris dans L'Evento immobile, Milano, Jaca Book 1987
- Jean Starobinski à Carlo Reinhard, 7 juin 1977, Genève, in Écriture 58, Lausanne 2001
- Carlo Reinhard, Präzision und eine virtuos anmutende Beredsamkeit, dans Tages-Anzeiger, 16 décembre 1977, Zurich
- Carlo Reinhard, Le stigmatisme linguistique de Charles Racine, in Paradigma no 2, Firenze, La Nuova Italia 1978
- Egon Ammann, Dichter im Verborgenen, dans Neue Zürcher Zeitung, 10 février 1995, Zurich
- Gilberto Isella, Scrivere nella radura: Alla riscoperta di Charles Racine, in Bloc Notes 42, 2000, Novalles (CH)
- Gilberto Isella, Écrire dans la clairière : À la redécouverte de Charles Racine, trad. de l'italien par Christian Viredaz, in Écriture 58, Lausanne 2001
- André Wyss, La volonté d'être incompris, in Écriture 58, Lausanne 2001
- André Wyss, Un grand absent de l'Anthologie de la littérature jurassienne: Charles Racine, in Actes de la Société jurassienne d'émulation 104, 2001
- Frédéric Marteau, Charles Racine. Tresse et détresse : le texte cousu, in Le Dess(e)in de l'écriture, une poétique de la lecture – Paul Celan et Charles Racine – décembre 2006, Université 8, Paris
- Emmanuel Laugier, Au col de l'accent violent, in Le Matricule des Anges no 147, octobre 2013
- André Wyss, Une voix d'outre-tombe ; Philippe Rahmy, Le désir comme écriture ; Françoise Matthey, À l'écoute de Charles Racine ;  in Le Persil, no 73-74, CH Prilly 2013
- Jean-Yves Masson, Racine, la lyre brisée, in Le Magazine Littéraire no 538 décembre 2013, Paris
- René Noël, Charles Racine, Légende posthume, in Cahier Critique de Poésie n° 27, Marseille 2014
- André Wyss, « Le poète ne dit qu'un mot toute sa vie », in Études de Lettres, Université de Lausanne, mai 2015
- Nathalie Riera, Monologue avec Charles Racine, in Les Carnets d'Eucharis 4e édition, Roquebrune-sur-Argens 2016
- Alain Fabre-Catalan, Reconnaissance à Charles Racine – Une vie dans l'étreinte des jours, in Les Carnets d'Eucharis 4e édition, Roquebrune-sur-Argens 2016
- Frédéric Marteau, Quelque mie sur la table – Génie de Charles Racine, in Les Carnets d'Eucharis 4e édition, Roquebrune-sur-Argens 2016
- René Noël, Y a-t-il lieu d'écrire ?, Œuvres II, sur Poezibao, 28 septembre 2016
- Sébastien Hoët, Y a-t-il lieu d'écrire ?, in Cahier Critique de Poésie, octobre 2016, Marseille
- Jean-Paul Gavard-Perret, Y a-t-il lieu d'écrire ?, sur lelitteraire.com, 4 octobre 2016
- Gérard Zinsstag, Entretien autour de Charles Racine, in Les Carnets d'Eucharis 5e édition 2017, Roquebrune-sur-Argens
- Nathalie Riera, Aller et ne pas faire un pas, in Les Carnets d'Eucharis 5e édition 2017, Roquebrune-sur-Argens
- Lambert Barthélémy, Pour un impubliable : Charles Racine, in Les Carnets d'Eucharis 5e édition 2017, Roquebrune-sur-Argens
- Alain Fabre-Catalan, Charles Racine sur le chemin de l'impossible, suivi de Éloge de l'inaccompli, in Les Carnets d'Eucharis 5e édition 2017, Roquebrune-sur-Argens
- Emmanuel Laugier, Charles Racine, Poésie ne peut finir, in Le Matricule des Anges n° 190, février 2018
- René Noël, Charles Racine, Poésie ne peut finir, Oeuvres III, sur Poezibao, 30 avril 2018
- Gudrun Racine et Alain Fabre-Catalan, Entretien : À la rencontre de Charles Racine, in Les Carnets d'Eucharis, édition spéciale décembre 2018, Roquebrune-sur-Argens
- Silvio R. Baviera, Charles Racine – l'insaisissable, in Les Carnets d'Eucharis, édition spéciale décembre 2018, Roquebrune-sur-Argens
- Alain Fabre-Catalan, L'enclos poétique de Charles Racine, in Les Carnets d'Eucharis, édition spéciale décembre 2018, Roquebrune-sur-Argens
- Frédéric Marteau, Après coup ou le poète à contretemps, in Les Carnets d'Eucharis, édition spéciale décembre 2018, Roquebrune-sur-Argens
- Roman Bucheli, Die Dichtung hat keinen Anfang, und sie hat kein Ende, dans Neue Zürcher Zeitung, 20 décembre 2019, Zurich
- Egon Ammann, Je n'ai pas de moi / Ich habe kein Ich, eine Grabrede zu Charles Racine, 14. Februar 1995, in Einem Stern folgen, nur dieses, Wallstein Verlag, Göttingen 2022

## Adaptations musicales
- Gérard Zinsstag, Hommage à Charles Racine, d'après un choix de ses poèmes pour mezzo soprano et ensemble (1996-1997), Éditions Musicales Européennes (Paris)
- Gérard Zinsstag, Incantation pour flûte seule (2017), partition contenant des extraits de poèmes de Charles Racine, Éditions Ricordi
- Walter Feldmann, Lueur de lettres, sur des poèmes de Charles Racine, pour soprano, trompette et orgue (2021), Éditions Marta
- Walter Feldmann, Chant de lettres, sur un poème de Charles Racine (Je suis revêtu du manteau de la solitude), pour orgue (2022), Éditions Marta